# دوغ ليفرمور
دوغ ليفرمور (بالإنجليزية: Doug Livermore)‏ هو مدرب كرة قدم ولاعب كرة قدم بريطاني في مركز الوسط، ولد في 27 ديسمبر 1947 في بريسكوت ‏ في المملكة المتحدة. لعب مع كارديف سيتي ونادي بورنموث ونادي تشستر سيتي ونادي ليفربول ونورويتش سيتي.

## وصلات خارجية
- دوغ ليفرمور على موقع قاعدة بيانات كرة القدم.إي يو (الإنجليزية)
- دوغ ليفرمور على موقع Soccerbase.com (مدرب) (الإنجليزية)